# Skären (Össeby-Garns socken, Uppland)
Skären är en sjö i Norrtälje kommun och Vallentuna kommun i Uppland och ingår i Norrtäljeån-Åkerströms kustområde. Sjön är 6 meter djup, har en yta på 0,277 kvadratkilometer och befinner sig 48,1 meter över havet.

## Delavrinningsområde
Skären ingår i det delavrinningsområde (661234-164552) som SMHI kallar för Utloppet av Långsjön. Medelhöjden är 53 meter över havet och ytan är 18,69 kvadratkilometer. Det finns inga avrinningsområden uppströms utan avrinningsområdet är högsta punkten. Avrinningsområdets utflöde Bergshamraån (Bodalsån) mynnar i havet. Avrinningsområdet består mestadels av skog (72 procent). Avrinningsområdet har 1,49 kvadratkilometer vattenytor vilket ger det en sjöprocent på 8 procent. Bebyggelsen i området täcker en yta av 2,65 kvadratkilometer eller 14 procent av avrinningsområdet.